# 武石愛未
武石 愛未（たけいし あみ、1988年3月6日 - ）は日本の女優である。茨城県出身。メディックスエンタテインメント所属。

## 人物
- 特技はバレエ・乗馬。
- 2006年に角川春樹事務所×エイベックスコラボレーションオーディション「女優オーディション」準グランプリを受賞。
- 普通自動車免許を所持。

## 出演歴

### 映画
- 蒼き狼〜地果て海尽きるまで〜（2007年）
- リュウセイ（2013年）

### 舞台
- 東京俳優市場二〇〇七 冬の陣〜お別れの日
- Drama Collection 2007 夏〜エレベーター
- フラガール（2008年）

### CM
- 森永製菓「ウイダーinゼリー」（2008年） - OL 役